# Ślepa miłość. Droga do Auschwitz z najlepszym przyjacielem człowieka
Ślepa miłość. Droga do Auschwitz z najlepszym przyjacielem człowieka – film dokumentalny z 2015 roku o niewidomych Izraelczykach podróżujących do Polski z pomocą ich psów przewodników, by uczyć się o Holokauście. Materiał ukazuje niewidomych uczestników biorących udział w programach Marszu Żywych w 2012 oraz 2013 roku. Film opatrzony jest narracją Michaela Enrighta z Canadian Broadcasting Corporation.

## Streszczenie
Ślepa miłość opisuje podróż do Polski sześciu niewidomych Izraelczyków i ich psów przewodników, którzy uczestniczyli w dorocznym Marszu Żywych, podczas którego odwiedzili oni miejsca, gdzie niegdyś kwitły życie i kultura Żydów. Z okazji Dnia Pamięci o Ofiarach Holokaustu, jego niewidomi uczestnicy wraz ze swoimi psami przewodnikami przemaszerowali z Auschwitz-Birkenau oddając cześć pamięci ofiar nazistowskiego ludobójstwa, a także wyrażając sprzeciw wobec uprzedzeń, braku tolerancji i nienawiści.
Ocalałymi z Holocaustu, którzy pojawiają się w filmie, są ocalały z Auschwitz Belg David Shentow oraz Polak z pochodzenia Max Glauben, który ocalał z getta warszawskiego oraz Majdanka. Obaj dzielą się swoimi przemyśleniami na temat dramatycznego kontrastu w używaniu psów między tymi, którzy werbowali je by krzywdzić niewinnych ludzi, a tymi, którzy zatrudniają psy w służbie dla drugiego człowieka. David Shentow opisuje swój przyjazd do Auschwitz w wieku 17 lat, wspominając jak mężczyzna stojący obok niego został zaatakowany – i zabity – przez owczarka niemieckiego z rozkazu nazistowskiego strażnika za to, że nie chciał oddać rodzinnego zdjęcia. Max Glauben dzieli się swoimi odczuciami widząc psy będące przewodnikami na Marszu Żywych, pomagające niewidomym Żydom idącym przez dawny obóz koncentracyjny – a nie atakujące ich.

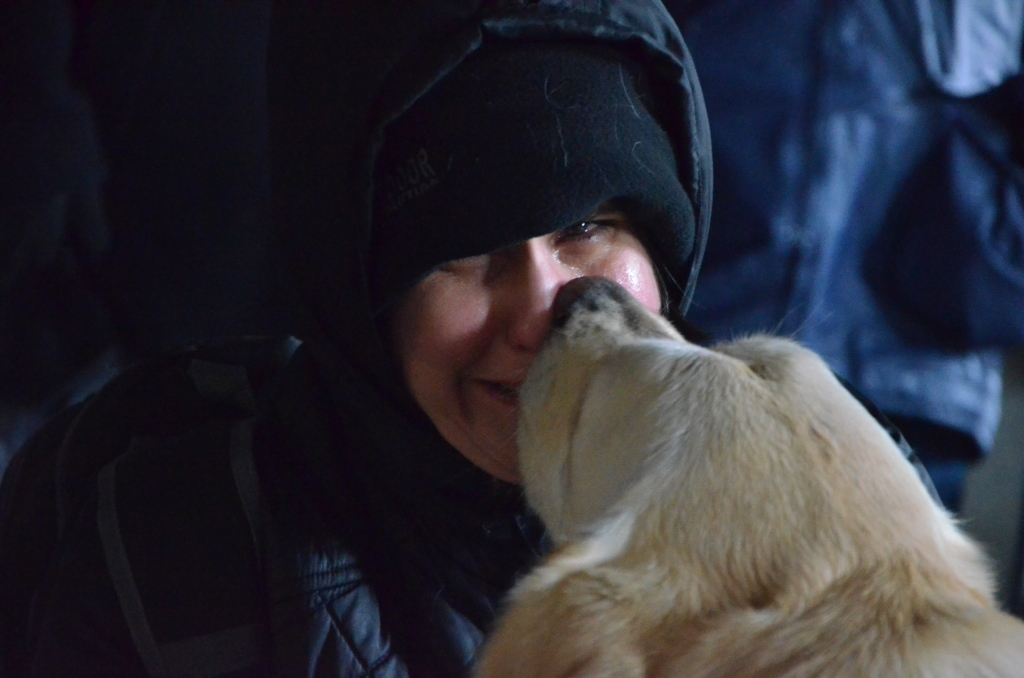
Liron Artzi & Guide Dog Petel

Komentując symbolizm projektu, reżyser Eli Rubenstein powiedział: „Naziści nie tylko mordowali Żydów, oni mordowali także ludzi z niepełnosprawnościami. Naziści tresowali owczarki niemieckie do torturowania i zabijania więźniów.” Rubenstein jest prezesem kanadyjskiej grupy wspierającej Izraelskie Centrum Psów Przewodników oraz Dyrektorem Krajowym Kanadyjskiego Marszu Żywych.
Podczas jednej ze scen w dawnej komorze gazowej obozu koncentracyjnego Majdanek, Liron Artzi, niedowidzącą prawniczkę z Tel Awiwu opanowują emocje. Jej suka Petel reaguje na rozpacz Liron zlizując łzy z jej twarzy. Artzi opisuje w późniejszym wywiadzie tę chwilę jako „przejmujące doświadczenie” mówiąc: „Petel zrozumiała co się wydarzyło. Jak gdyby mówiła mi: 'Jestem przy tobie w każdej chwili.'”
Interakcja pomiędzy Liron a jej psem przewodnikiem w Majdanku, jak również kontakt ocalałego z Holocaustu Maxa Glaubena, z psami przewodnikami w Auschwitz-Birkenau – w trakcie Marszu Żywych – opisane są w książce „Świadkowie: Światło pamięci niosą następne pokolenia” wydanej po polsku w 2018 roku.
Ocalały z Holocaustu David Shentow także występuje w filmie, wspominając swoje pierwsze chwile w Auschwitz, podczas których nazistowscy strażnicy poszczuli psami więźnia stojącego obok niego, zabijając go na miejscu.
„Stojący obok mnie mężczyzna zwrócił się do tego SS-mana bardzo grzecznie: 'Przepraszam, zostawię cały bagaż – czy mogę wyciągnąć tylko jedno zdjęcie?' SS-man wpadł w szał i spuścił psy. One nie biegły, one po prostu leciały w powietrzu do gardła mężczyzny. Gdy przestał się ruszać, powiedziałem: „Mój Boże, ten człowiek nie żyje!” To było moje pierwsze 10–15 minut. Wiedziałem, że jestem w piekle.”
Shentow także mówi o kontraście między nazistami tresującymi psy tak, by te atakowały więźniów w ramach nazistowskiej eksterminacji ludzi z niepełnosprawnościami a doświadczeniem grupy niewidomych Izraelczyków podróżujących do Auschwitz na Marszu Żywych z psami przewodnikami.
„Tamte psy były tu by zabijać, te psy są tutaj by ułatwiać życie. .... [Tamte psy] tresowano tak, by skakały do ludzkich gardeł – kiedy widzisz psa takiego jak ten – to różnica jest jak między nocą a dniem.”

## Wsparcie
Realizacja filmu „Blind Love – Ślepa miłość” była możliwa częściowo za sprawą dotacji Departamentu Wielokulturowości Kanadyjskiego Ministerstwa ds. Obywatelstwa i Imigracji oraz Konferencji ws. Roszczeń Projektu Archiwizacji Cyfrowej Marszu Żywych. Projekt Archiwizacji Cyfrowej ma na celu zbieranie świadectw kanadyjskich ocalałych, którzy od roku 1988 udali się do Polski na Marsz Żywych by dzielić się swoimi historiami z czasów Holocaustu z młodymi uczniami w miejscach, w których przebywali.

## Projekcje
Film „Ślepa miłość” miał swoją premierę w listopadzie 2015 roku w ramach Tygodnia Edukacji nt. Holocaustu w Toronto, współsponsorowaną przez Żydowski Festiwal Filmowy w Toronto. Był też emitowany na kanale specjalnym Documentary kanadyjskiej CBC pod koniec 2015 roku. W roku 2016, Muzeum Historii Żydów Polskich Polin w Warszawie wyświetliło film kilka razy, a jedna z projekcji była częścią programu dla osób niepełnosprawnych. Polska wersja filmu została opatrzona narracją Magdaleny Cieleckiej, popularnej aktorki filmowej i teatralnej.
24 kwietnia 2017 roku, w Yom Hashoah, Dniu Pamięci o Ofiarach Holokaustu, miała miejsce premiera „Blind Love” w Izraelu na Kanale 10. Jednocześnie miała miejsce emisja na Kanale Dokumentalnym CBC w Kanadzie.